# Pack of Wolves
Pack of Wolves è  un cortometraggio del 2012 diretto da Rob Schiller.

## Trama
Il brillante professor Oppenheimer è il padre single di tre bambini (Edison, Darwin e Albert) che affitta una stanza a un ragazzo conosciuto come "The Wolf". The Wolf è in realtà una spia che insegnerà ai tre bambini le varie tattiche di spionaggio.